# Saúca
Pour les articles homonymes, voir Sauca.
Saúca est une commune d'Espagne de la province de Guadalajara dans la communauté autonome de Castille-La Manche.